# امامزاده اشرف (سمنان)
امامزاده اشرف  مربوط به دوره صفوی است و در سمنان، محلات ثلاث، انتهای محله زاوقان واقع شده و این اثر در تاریخ ۳۰ شهریور ۱۳۷۸ با شمارهٔ ثبت ۲۴۲۰ به‌عنوان یکی از آثار ملی ایران به ثبت رسیده است.

## زندگی‌نامه
امامزاده علی اشرف فرزند عمر اشرف بن سجاد، مادر وی ام سلمه دختر حسن پسر علی است. او از علماء علم حدیث بوده است و نوادگان دختری وی سید مرتضی و سید رضی گردآورنده نهج البلاغه است.

## ویژگی بنا
بنای بقعه شامل حرم، رواق، ایوان و صحن و گنبد است. حرم به صورت محوطه مربعی است به ضلع ۴٫۵ متر که در سال ۶۴ پس از ساخت و نصب ضریح فلزی مشبک، ضمن ساخت درب چوبی بزرگ و بازسازی قبر با سنگ مرمر در قسمت جلوی درب ورودی به داخل حرم توسعه می‌یابد.
در طرفین حرم دو رواق وجود دارد که رواق سمت چپ حرم را اتاقی به طول ۷ متر و عرض ۴ متر و رواق سمت راست مستطیل شکل که درب جدیدی نیز در ضلع شمالی آن نصب و آن را به گورستان جدید ارتباط داده است دارای طول ۶ متر و عرض ۳٫۵ متر است. این رواق‌ها به دو گوشواره طرفین ایوان باز می‌شود.
در چهار گوشهٔ حرم چهار تربنه و در چهار ضلع حرم چهار طاق نما دیده می‌شود که گنبد بر روی آن ساخته شده و بر وسط طاق نماهای بالای حرم پنجره‌هایی برای نورگیری تعبیه شده است.
گنبد دارای گریو کوتاه و استوانه‌ای شکل است که گنبد مخروطی کوتاهی بر روی آن استوار است. نمای خارجی گنبد را کاشی‌های فیروزه‌ای زیبایی می‌پوشاند.
صحن امامزاده مستطیل شکل و محل دفن اموات و شهدای محلات و زاوقان سمنان است.
عباس دانشگر، از شهدای سرشناس سمنان در جنگ سوریه نیز در این امامزاده دفن شده است.